# Poltys pogonias
Poltys pogonias là một loài nhện trong họ Araneidae.
Loài này thuộc chi Poltys. Poltys pogonias được Tord Tamerlan Teodor Thorell miêu tả năm 1891.